# Evans Mogaka
Evans Mogaka (ur. 21 grudnia 1949) – kenijski lekkoatleta, długodystansowiec, medalista igrzysk afrykańskich i igrzysk Brytyjskiej Wspólnoty Narodów, olimpijczyk.

## Kariera sportowa
Odpadł w eliminacjach biegu na 5000 metrów na igrzyskach olimpijskich w 1972 w Monachium.
Zdobył srebrny medal w biegu na 3000 metrów z przeszkodami na igrzyskach afrykańskich w 1973 w Lagos, przegrywając tylko ze swym rodakiem Benem Jipcho.
Na igrzyskach Brytyjskiej Wspólnoty Narodów w 1974 w Christchurch wywalczył brązowy medal w tej konkurencji, za Benem Jipcho i Johnem Daviesem z Walii.

## Rekordy życiowe
Rekordy życiowe Mogaki:
- bieg na 5000 metrów – 13:51,2 (1972)
- bieg na 3000 metrów z przeszkodami – 8:24,0 (27 czerwca 1973, Helsinki)